# St.-Nikolaus-Kapelle (Lüxheim)
Koordinaten: 50° 46′ 17,9″ N, 6° 37′ 34,8″ O
Die römisch-katholische Kapelle St. Nikolaus steht in Lüxheim, einem Ortsteil der Gemeinde Vettweiß im Kreis Düren (Nordrhein-Westfalen).
Die Kirche ist unter der Nummer Lüx-02 in der Denkmalliste der Gemeinde Vettweiß eingetragen.

## Geschichte
Die Kapelle wurde in der zweiten Hälfte des 13. Jahrhunderts erbaut und ist das älteste Gebäudes des Ortes. Veränderungen erfolgten im 15./16. Jahrhundert. Der Dachreiter wurde im 17./18. Jahrhundert aufgesetzt. Die Kapelle weist Merkmale des romanischen und gotischen Baustils auf. Früher stand die Kapelle innerhalb der Ländereien des sogenannten Kapellenhofes, der später auch Schallen-, Burg- und Gabrielshof genannt wurde

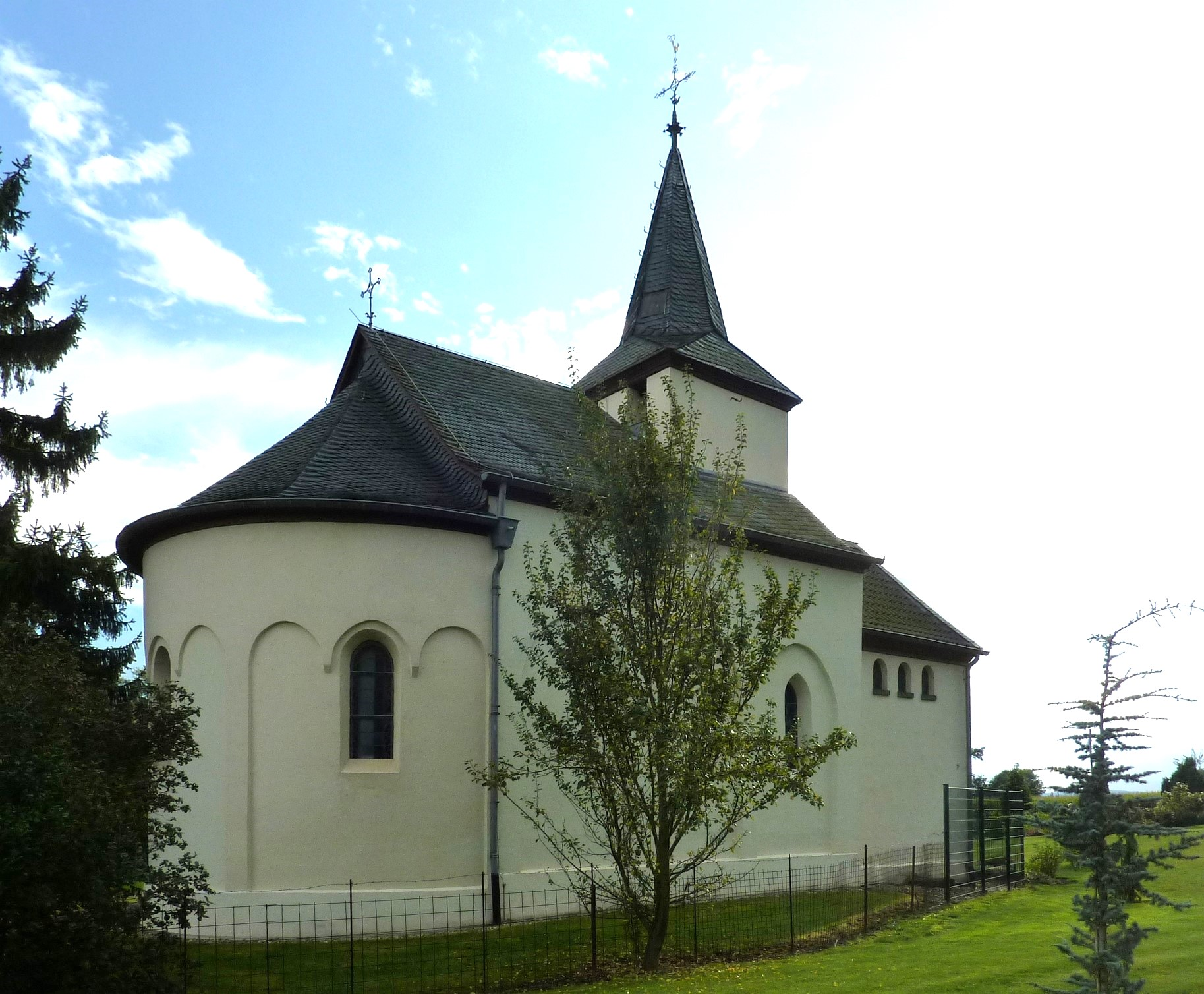
Blick zur romanischen Apsis

Das kleine Gotteshaus ist ein einschiffiger Tuffsteinbau mit halbrunder Apsis sowie Blendbogengliederung und feinen Lisenen. Die alte Fensterteilung ist teilweise noch erkennbar. Neu sind die spitzbogigen Fenster. Paul Weigmann schuf 1992 und 1994 Glasfenster für die Kapelle, die in der Glasmalerei Oidtmann gefertigt wurden
Der Sakristeianbau ist aus Backsteinen.
Seit 2010 gehört die Kapelle St. Nikolaus in Lüxheim, die früher Filialkirche von Gladbach war, zur Pfarre St. Marien, Vettweiß.